# 朱厚㸋
吉安肅簡王朱厚㸋（1528年3月5日—1563年8月15日），一名厚燔，是明朝淮莊王朱祐楑庶四子，生母宋氏。明朝淮藩第一代吉安王。

## 生平
嘉靖七年二月十五日（1528年3月5日）子時生。嘉靖二十一年十二月二十五日（1543年1月29日），明世宗遣使前往江西饒州府鄱陽縣冊封朱厚㸋。嘉靖二十二年二月十六日（1543年3月20日），朱厚㸋接受冊命，封吉安王。
嘉靖四十二年七月二十七日（1563年8月15日）申時，朱厚㸋去世，享年三十六歲，在位二十一年。隆慶二年（1568年），賜諡肅簡。萬曆二十一年（1593年），其嫡三子朱載堁襲爵。

## 家庭

### 妻
- 王氏，南城兵馬副指揮王敖女，嘉靖二十四年（1545年）封吉安王妃[4]。
- 李氏，兵馬副指揮李應麒女，嘉靖四十五年（1566年）封吉安王妃[5]。

### 子
- 嫡長子：朱載壕
- 嫡次子
- 嫡三子：吉安王朱載堁[3]

## 墓葬
嘉靖四十四年八月二十日（1565年9月14日），朱厚㸋葬於黄金山之原。其墓葬已经出土。

　吉安王壙誌

　　王諱厚㸋，

　淮莊王之子，生母宋氏。王生于嘉靖戊子年貳月

　　拾伍日子時。嘉靖貳拾貳年貳月拾陸日，封為

　　吉安王。嘉靖肆拾貳年柒月貳拾柒日申時，以

　　疾薨，享年叁拾有陸。妃李氏。嫡長男載壕、　俞

　　氏，俱未封。嫡次男、嫡三男，俱未名未封。嫡長女、

　　嫡次女、嫡三女，俱未封。

上聞訃，遣官諭祭，謚曰　　，特命有司治喪葬如制。

　　在京文武衙門皆致祭焉。以嘉靖肆拾肆年捌

　　月貳拾日，葬于黄金山之原，亥山己向。嗚呼！

　　王以宗室至親，　享有大貴，　允為藩輔，

　　　　宜永壽年。　溘焉長逝，　豈非命耶？

　　　　爰述其㮣，　納諸幽壙，　用垂不朽云。

大明嘉靖肆拾肆年歲次乙丑仲秋吉日立。